# Orcasur
Orcasur és un barri del districte d'Usera, a Madrid. Té una superfície de 138,42 hectàrees i una població de 13.202 habitants (2009). Limita al nord amb Almendrales i Legazpi (Arganzuela), a l'est amb San Fermín, a l'oest amb Orcasitas i Pradolongo i al sud amb Los Ángeles (Villaverde). En la seva delimitació hi ha l'Hospital 12 de octubre de Madrid.